# Eleição municipal de Anápolis em 1992
A eleição municipal de Anápolis em 1992 ocorreu em 3 de outubro. O prefeito titular era Anapolino Silvério de Faria do PMDB. O prefeito eleito foi Wolney Martins de Araújo do PDS, vencendo seu principal adversário Pedro Canedo do PDC.

## Resultado da eleição para prefeito

### Primeiro turno
| Candidatos a prefeito        | Candidatos a vice-prefeito | Número | Coligação                                   | Votos  | Percentual |
| ---------------------------- | -------------------------- | ------ | ------------------------------------------- | ------ | ---------- |
| Wolney Martins de Araújo PDS | Rubens Victor Arantes PDS  | 11     | Sem coligação                               | 38.439 | 42,80%     |
| Henrique Santillo PMDB       | —                          | 15     | Coligação Democrática (PMDB, PMN, PPS, PTR) | 33.384 | 37,18%     |
| Rubens Otoni PT              | José Lopes PT              | 13     | O Caminho (PT, PSB, PCdoB)                  | 17.982 | 20,02%     |